# Čremušnica
Čremušnica falu Horvátországban, Sziszek-Monoszló megyében. Közigazgatásilag Gvozd községhez tartozik.

## Fekvése
Sziszektől légvonalban 35, közúton 49 km-re nyugatra, Károlyvárostól légvonalban 29, közúton 49 km-re keletre, községközpontjától légvonalban 11, közúton 18 km-re északra, a Kordun keleti részén, az úgynevezett Báni végvidéken, a Vrginmostról Lasinjára vezető főút mentén Bović és Trepča között fekszik. Főbb településrészei Bekići, Čokale, Karići, Kraguljci, Lipaci, Lukinići, Radanovići, Sveci, Utvići, Stanojevići és Taraći.

## Története
A település határában fekvő Lukinić-barlangban talált leletek alapján területe már az őskorban lakott volt és az ember nyomai a késő középkorig megtalálhatók itt. Čremušnica település a környék számos településéhez hasonlóan a 17. század vége felé népesült be, amikor Bosznia területéről menekülő pravoszláv szerbek érkeztek ide. A falu a katonai határőrvidék része lett. A 18. század közepén megalakult a Glina központú első báni ezred, melynek fennhatósága alá ez a vidék is tartozott. 1881-ben megszűnt a katonai közigazgatás. A településnek 1857-ben 472, 1910-ben 841 lakosa volt. Zágráb vármegye Vrginmosti járásához tartozott. Lakói szegény földművesek voltak. 1918-ban az új szerb-horvát-szlovén állam, majd később Jugoszlávia része lett. A második világháború idején szerb többségű lakossága részben elmenekült, de sokakat meggyilkoltak, elhurcoltak, mások pedig partizánnak álltak. 1941 decemberében az ellenséges erők teljesen lerombolták a települést. A faluból 196-an vettek részt a felszabadító harcokban, közülük 47-en harcosként estek el a harcok során, míg 72 főt az usztasák és a németek gyilkoltak meg 75-en a tífuszjárvány áldozatai lettek és további 20 lakos lett a harcok áldozata. A település teljes embervesztesége 214 fő volt.
A háború után megindult az újjáépítés. A délszláv háború idején szerb lakossága a jugoszláv és szerb erőket támogatta. A Krajinai Szerb Köztársaság része volt. A horvát hadsereg a Vihar hadművelet keretében 1995. augusztus 7-én foglalta vissza települést, melyet teljesen leromboltak. A szerb lakosság elmenekült, de később néhányan visszatértek. 2011-ben 103 lakosa volt, akik főként mezőgazdasággal és állattartással foglalkoztak.

## Népesség
| Lakosság változása | Lakosság változása | Lakosság változása | Lakosság változása | Lakosság változása | Lakosság változása | Lakosság változása | Lakosság változása | Lakosság változása | Lakosság változása | Lakosság változása | Lakosság változása | Lakosság változása | Lakosság változása | Lakosság változása | Lakosság változása |
| ------------------ | ------------------ | ------------------ | ------------------ | ------------------ | ------------------ | ------------------ | ------------------ | ------------------ | ------------------ | ------------------ | ------------------ | ------------------ | ------------------ | ------------------ | ------------------ |
| 1857               | 1869               | 1880               | 1890               | 1900               | 1910               | 1921               | 1931               | 1948               | 1953               | 1961               | 1971               | 1981               | 1991               | 2001               | 2011               |
| 472                | 597                | 613                | 731                | 823                | 841                | 786                | 850                | 666                | 669                | 595                | 543                | 456                | 390                | 85                 | 103                |

## Nevezetességei
A Lukinići településrész határában található Lukinić-barlang a paleolitkori és a középkori ember menedékhelye volt. A barlang a késő középkori maradványok alatt állati csontokat és emberi maradványokat is rejt. Az állati csontok között a barlangi medve robusztus csontjait azonosították. A leletek alapján úgy tűnik, hogy a medvék erősebbek voltak és nem hagyták, hogy a barlangok az ember tartósan birtokba vegye. A barlang a középkorban az ellenséges támadások idején menedékhelyül is szolgált.